# Імперіал (Небраска)
Імперіал (англ. Imperial) — місто (англ. city) в США, в окрузі Чейс штату Небраска. Населення — 2068 осіб (2020).

## Географія
Імперіал розташований за координатами 40°30′52″ пн. ш. 101°38′21″ зх. д. / 40.51444° пн. ш. 101.63917° зх. д. (40.514418, -101.639092).  За даними Бюро перепису населення США в 2010 році місто мало площу 7,64 км², з яких 7,64 км² — суходіл та 0,00 км² — водойми.

### Клімат
| Клімат : Імперіал       | Клімат : Імперіал | Клімат : Імперіал | Клімат : Імперіал | Клімат : Імперіал | Клімат : Імперіал | Клімат : Імперіал | Клімат : Імперіал | Клімат : Імперіал | Клімат : Імперіал | Клімат : Імперіал | Клімат : Імперіал | Клімат : Імперіал | Клімат : Імперіал |
| Показник                | Січ.              | Лют.              | Бер.              | Квіт.             | Трав.             | Черв.             | Лип.              | Серп.             | Вер.              | Жовт.             | Лист.             | Груд.             | Рік               |
| Абсолютний максимум, °C | 20,0              | 25,6              | 30,0              | 34,4              | 37,2              | 40,6              | 43,3              | 42,8              | 39,4              | 36,7              | 27,8              | 21,1              | 43,3              |
| Середній максимум, °C   | 4,4               | 6,7               | 13,3              | 18,3              | 24,4              | 31,1              | 35,0              | 33,3              | 26,7              | 18,3              | 12,8              | 6,7               | 19,4              |
| Середній мінімум, °C    | −11,1             | −8,9              | −3,3              | 2,8               | 8,9               | 14,4              | 17,2              | 16,1              | 11,1              | 1,7               | −4,4              | −9,4              | 2,8               |
| Абсолютний мінімум, °C  | −36,1             | −32,8             | −29,4             | −16,1             | −7,2              | 0,6               | 4,4               | 3,9               | −0,6              | −9,4              | −22,8             | −33,9             | −36,1             |
| Норма опадів, мм        | 13                | 11                | 20                | 65                | 133               | 119               | 66                | 80                | 78                | 26                | 14                | 7                 | 632               |
| ----------------------- | ----------------- | ----------------- | ----------------- | ----------------- | ----------------- | ----------------- | ----------------- | ----------------- | ----------------- | ----------------- | ----------------- | ----------------- | ----------------- |
| Джерело:                |                   |                   |                   |                   |                   |                   |                   |                   |                   |                   |                   |                   |                   |

## Демографія
Згідно з переписом 2010 року, у місті мешкала 2071 особа в 860 домогосподарствах у складі 553 родин. Густота населення становила 271 особа/км².  Було 948 помешкань (124/км²).
Расовий склад населення:
| - 88,3 % — білих - 0,1 % — корінних американців - 0,1 % — азіатів - 9,6 % — осіб інших рас |

До двох чи більше рас належало 1,9 %. Частка іспаномовних становила 15,4 % від усіх жителів.
За віковим діапазоном населення розподілялося таким чином: 25,2 % — особи молодші 18 років, 55,6 % — особи у віці 18—64 років, 19,2 % — особи у віці 65 років та старші. Медіана віку мешканця становила 41,0 року. На 100 осіб жіночої статі у місті припадало 95,7 чоловіків;  на 100 жінок у віці від 18 років та старших — 95,1 чоловіків також старших 18 років.
Середній дохід на одне домашнє господарство  становив 60 823 долари США (медіана — 51 635), а середній дохід на одну сім'ю — 73 344 долари (медіана — 61 136). Медіана доходів становила 45 541 долар для чоловіків та 28 162 долари для жінок. За межею бідності перебувало 9,0 % осіб, у тому числі 18,5 % дітей у віці до 18 років та 6,4 % осіб у віці 65 років та старших.
Цивільне працевлаштоване населення становило 1038 осіб. Основні галузі зайнятості: роздрібна торгівля — 22,6 %, освіта, охорона здоров'я та соціальна допомога — 16,9 %, виробництво — 9,0 %, сільське господарство, лісництво, риболовля — 8,2 %.